# خواجة نذير أحمد
خواجة نذير أحمد (2 كانون الأول 1897 – 1970 م) كان كاتبًا أحمديًا. بعد تجاربه مع الهندوسية والمسيحية، عاد إلى الإسلام في عام 1919، وفي عام 1923، عندما كان عمره 25 عامًا، أصبح إمامًا لمسجد ووكينج. عاد ليُصبح محاميًا كبيرًا في المحكمة الفيدرالية الباكستانية ومحاميًا في محكمة جلالة الملك العليا للقضاء في لاهور.
قبل استقلال باكستان عام 1948، قام بجولة في كشمير مع عبد العزيز كشميري، محرر صحيفة الأحمدية الأسبوعية في سريناغار، بحثًا عن أدلة تدعم ادعاء ميرزا غلام أحمد الذي قدمه عام 1899، بأن ضريح روزا بال للرجل المقدس يوز أساف في سريناغار هو قبر يسوع الناصري. في عام 1952 نشر كتابه "عيسى في السماء على الأرض" (الطبعة الإنجليزية، لاهور ووكينغ، 1952) ونشر عبد العزيز كشميري كتابًا مشابهًا باللغة الأردية في عام 1954 (الطبعة الإنجليزية 1968).

## روابط خارجية
- كتاب "يسوع في السماء والأرض" لنذير أحمد (١٩٧٨) متوفر على الإنترنت على موقع AAIIL.org، نسخة محفوظة 2012-08-25 على موقع واي باك مشين.